# Passaggio a Nordest
Passaggio a Nordest è l'ottavo album in studio del gruppo musicale punk rock vicentino Derozer, pubblicato il 17 marzo 2017 dall'etichetta IndieBox. L'album arriva dopo 13 anni dall'ultimo lavoro in studio della band, e comprende tutti brani inediti ad eccezione di Zombie già comparso nella raccolta del 2012 Fedeli alla tribù.

## Tracce
1. Io credo in te – 3:25
2. Camminerò da solo – 1:56
3. Vecchio punk – 2:57
4. La vita è una corsa – 3:07
5. Il cuore del mare – 3:28
6. Una giornata non basta – 1:50
7. Passaggio a Nordest – 3:04
8. La notte – 3:50
9. Blogger – 2:57
10. Zombie – 3:05

## Formazione
1. Seby (Sebastiano Berlato) - voce e chitarra
2. Spazza (Andrea Rigoni) - chitarra
3. Spasio (Francesco Miotello) - batteria
4. Zamu (Marco Zamuner) - basso